# Васил Цонев
Васил Димитров Цонев, известен и с псевдонима си Дон Базилио, е български писател и сценарист, автор на хумористични и сатирични творби. Изявява се и с роли в киното. Той е сценарист, режисьор и актьор в сериала „Лека нощ, възрастни!..“ (27 епизода).

## Кариера
Роден е през 1925 г. По-голям брат е на актьора Коста Цонев. Майка му е гъркиня от Димотика. Между 1941 и 1945 година учи във Военната академия. След това следва (1945 – 1953) и завършва архитектура в Държавната политехника. Работи по специалността си като главен диспечер по строителството на Димитровград, още незавършил (1950 – 1951).
Между 1959 и 1968 г. е редактор на вестник „Стършел“. От 1968 до 1976 г. е творец на свободна практика. След това е поканен за наблюдател към ръководството на Българската телевизия.
Васил Цонев е автор на над 2500 хумористични разкази и фейлетони. Сътрудничи на периодичния печат, радиото, телевизията и кинематографията. Пише сценариите на 20 радиопиеси, 25 анимационни филма и 6 игрални филма и 1 сериал.
Като актьор се изявява в 4 игрални филма и 2 сериала.
Негова дъщеря е журналистката от БНТ Ирина Цонева.
Васил Цонев умира на 11 юли 2002 година на 77 години. На 9 ноември с.г. в негова чест е поставена паметна плоча с барелеф на вила „Сюита“ до Плачещата градина в Двореца в Балчик, където е пръснат прахът му. Барелефът е дело на скулптора Вежди Рашидов.

## Филмография

### Като сценарист
- „Чичо кръстник“ (1988)
- „Лека нощ, възрастни!..“ (27-сер. тв, 1972 – 1980)
- „Адиос, мучачос“ (1977) – (заедно с Валери Петров)
- „Баща ми бояджията“ (тв, 1974)
- „Малкия и големия (1970)
- „Цирк“ (1962)
- „Недовършеният“ (1960)

### Като актьор
- Всичко от нула (1996)
- „Жребият“ (7-сер. тв, 1993) – банкер
- „Карнавалът“ (1989)
- „Лека нощ, възрастни!..“ (27-сер. тв, 1972 – 1980) – Стоян
- „Черешова градина“ (1979)
- „Един снимачен ден“ (тв, 1968)
- „Джеси Джеймс срещу Локум Шекеров“ (тв, 1966)